# Цет Де Еф
Цет Де Еф (на немски: ZDF, цет-де-еф, съкращение от на немски: Zweites Deutsches Fernsehen, в превод: Втора немска телевизия) е обществена радио- и телевизионна станция в Германия и сред най-големите телеоператори в Европа.
След ARD компанията е вторият по значимост обществен радиотелевизионен канал в Германия. Цет Де Еф заема устойчиво положение на пазара на немските телевизионни медии. Телевизионният комплекс в Майнц-Лерхенберг, построен през 1980-те години, продължава да е един от най-съвременните и благоустроени телевизионни комплекси в Германия. Рекламната кампания, избрана от Цет Де Еф през последните години, е насочена към привличане на по-млада и динамична аудитория, в противовес на по-консервативния канал Ерсте. През 2001 г. Цет Де Еф прави ребрандинг, като заменя своето старо синьо-зелено лого с по-динамичното оранжево.